# Cahuenga Boulevard
 (août 2014).
Si vous disposez d'ouvrages ou d'articles de référence ou si vous connaissez des sites web de qualité traitant du thème abordé ici, merci de compléter l'article en donnant les références utiles à sa vérifiabilité et en les liant à la section « Notes et références ».
Cahuenga Boulevard est une artère urbaine de Los Angeles, en Californie. Son nom vient de Cahuenga, ancien village d'amérindiens du peuple des Tongvas établi avant l'arrivée des Européens à hauteur de l'actuel col de Cahuenga.

## Présentation
L'extrémité nord de Cahuenga Boulevard est délimitée par Victory Boulevard à North Hollywood, dans la vallée de San Fernando. En direction du sud, Cahuenga Boulevard fusionne avec Lankershim Boulevard sur une courte section, au niveau du col de Cahuenga. Lankershim Boulevard fusionne avec Ventura Boulevard à hauteur de Universal City pour redevenir Cahuenga Boulevard, puis Cahuenga Boulevard West.
À hauteur de Bartham Boulevard, Cahuenga Boulevard West (c'est à partir de cette section que débute Mulholland Drive) est doublée par Cahuenga Boulevard East, de part et d'autre de l'autoroute U.S. Route 101 (Hollywood Freeway).
Cahuenga Boulevard West se termine à hauteur de North Highland Avenue, tandis que Cahuenga Boulevard East se prolonge par North Cahuenga Boulevard et traverse Hollywood Boulevard puis Sunset Boulevard. Son extrémité sud est délimitée par l'intersection avec Rosewood Avenue.